# 막울림악기

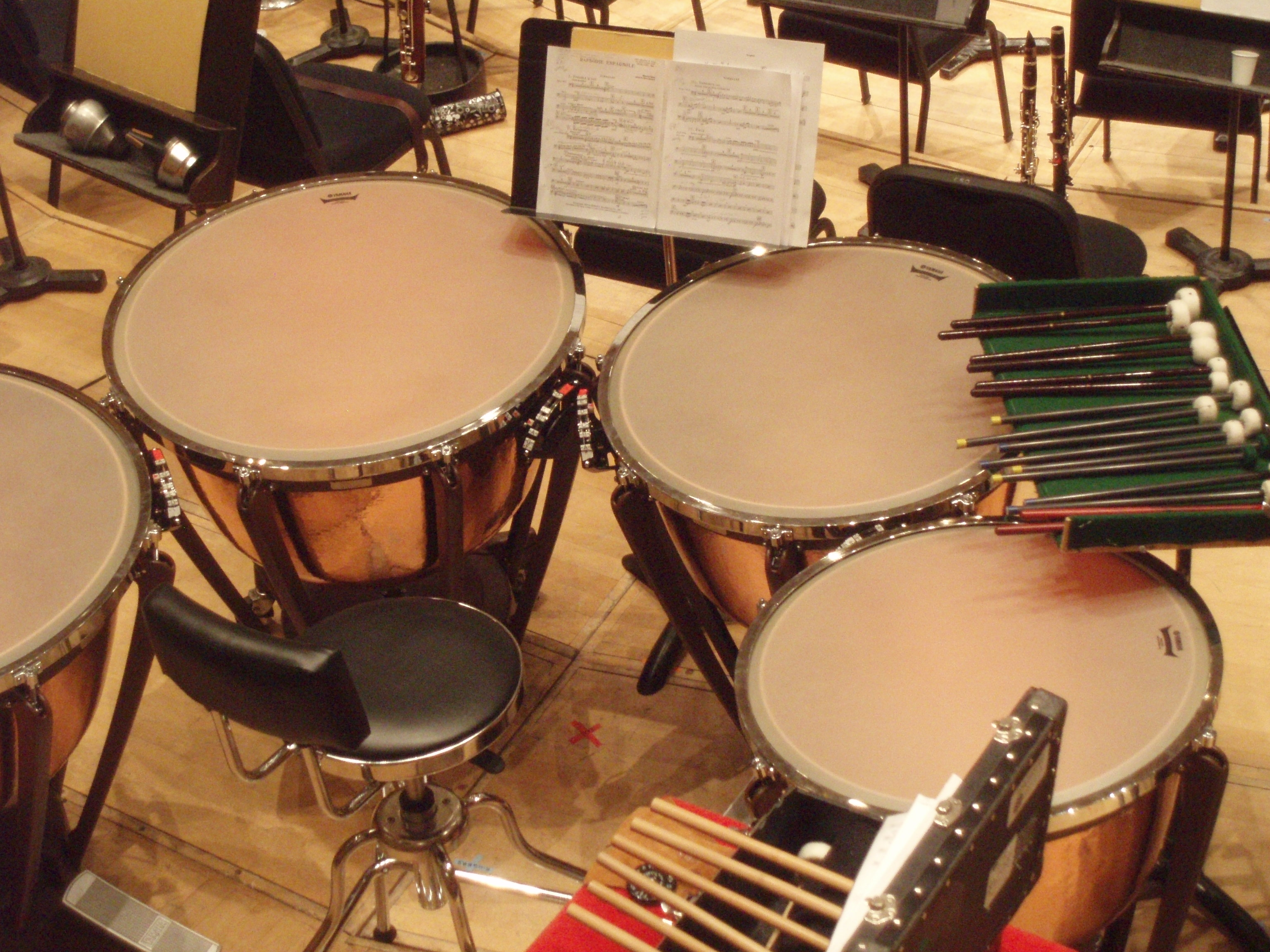

막울림악기(membranophone) 또는 막명악기(膜鳴樂器)는 막을 쳐서 그 진동에 의해 소리가 나는 악기를 말한다. 이는 1914년 독일 사람이며 음악학자인 에리히 폰 호른보르텔(E. M. von Hornbostel)과 쿠르트 작스(C. Sachs)가 발표한 악기의 분류법에 따른 것이다.
혁명(革鳴)악기, 피명(皮鳴)악기라고도 하며, 피막을 어떤 몸통에 씌워서 그것을 주로 '타주(打奏)'(때리거나), '찰주(擦奏)'(비비거나)하는 것이다. 대부분은 종래의 타악기 중에서 북(드럼)류이나, 특수한 것은 '취주(吹奏)'(불거나) 또는 '가주(歌奏)'(몸통 밑에 엷은 막을 씌워 음성을 불어넣어 진동시킨다) 하는 것도 있다.

## 주요 악기
- 큰북
- 작은북
- 혁부(革部)에 속하는 모든 국악기(장구, 절고, 진고, 소고, 좌고, 교방고, 노도, 도 등)
- 팀파니
- 봉고
- 콩가
- 톰톰
- 므리당감
- 타블라
- 다라부카
- 젬베
- 태고
- 보란
- 탬버린
- 리크

## 같이 보기
- 봉고 (악기)